# فیلیپ انگوین
فیلیپ انگوین (انگلیسی: Filip Nguyen؛ زادهٔ ۱۴ سپتامبر ۱۹۹۲) بازیکن فوتبال اهل ویتنام است.
از باشگاه‌هایی که در آن بازی کرده‌است می‌توان به باشگاه فوتبال اسپارتا پراگ اشاره کرد.
وی همچنین در تیم ملی فوتبال ویتنام بازی کرده‌است.